# 普萊森特鎮區 (愛荷華州溫納希克縣)
普萊森特鎮區（英語：Pleasant Township）是位於美國愛荷華州溫納希克縣的一個行政鎮區。

## 地方資料
根據2010年美國人口普查的數據，普萊森特鎮區的面積為92.64平方千米，當中陸地面積為92.62平方千米，而水域面積為0.02平方千米。當地共有人口438人，而人口密度為每平方千米4.73人。